# Петорка
Петорка (исп. Petorca) — посёлок в Чили. Административный центр одноимённой коммуны. Население посёлка — 2912 человек (2002). Посёлок и коммуна входит в состав провинции Петорка и области Вальпараисо.
Территория — 1517 км². Численность населения — 9826 жителей (2017). Плотность населения — 6,48 чел./км².

## Расположение
Посёлок расположен в 109 км на северо-восток от административного центра области города Вальпараисо.
Коммуна граничит:
- на севере — c коммуной Саламанка
- на востоке — с коммуной Саламанка
- на юге — c коммуной Кабильдо
- на юго-западе — c коммуной Ла-Лигуа
- на северо-западе — c коммуной Лос-Вилос

## Демография
Согласно сведениям, собранным в ходе переписи 2017 г. Национальным институтом статистики (INE), население коммуны составляет:
| Полное население                          | Полное население                          | Полное население                          | Полное население                          | Полное население                          | 9 826 |
| ----------------------------------------- | ----------------------------------------- | ----------------------------------------- | ----------------------------------------- | ----------------------------------------- | ----- |
| в том числе:                              | Городское население                       | 4 103                                     | Процент городского населения, %           | 41,76                                     |       |
|                                           | Сельское население                        | 5 723                                     | Процент сельского населения, %            | 58,24                                     |       |
|                                           | Мужское население                         | 4 889                                     | Процент мужского населения, %             | 49,76                                     |       |
|                                           | Женское население                         | 4 937                                     | Процент женского населения, %             | 50,24                                     |       |
| Плотность населения, чел/км²              | Плотность населения, чел/км²              | Плотность населения, чел/км²              | Плотность населения, чел/км²              | Плотность населения, чел/км²              | 6,48  |
| Население коммуны в % к населению области | Население коммуны в % к населению области | Население коммуны в % к населению области | Население коммуны в % к населению области | Население коммуны в % к населению области | 0,54  |

| Динамика изменения населения коммуны | Динамика изменения населения коммуны | Динамика изменения населения коммуны | Динамика изменения населения коммуны |
| ------------------------------------ | ------------------------------------ | ------------------------------------ | ------------------------------------ |
| 1992                                 | 2002                                 | 2012                                 | 2017                                 |
| 9273                                 | 9440▲                                | 10 074▲                              | 9826▼                                |

## Важнейшие населенные пункты[4]
| № | Населённый пункт | Населённый пункт (исп.) | Категория | Население чел. (2002) | На карте                        |
| - | ---------------- | ----------------------- | --------- | --------------------- | ------------------------------- |
| 1 | Петорка          | Petorca                 | город     | 2912                  | 32°15′08″ ю. ш. 70°56′05″ з. д. |
| 2 | Чинколько        | Chincolco               | город     | 1623                  | 32°13′35″ ю. ш. 70°50′55″ з. д. |
| 3 | Педегуа          | Pedegua                 | поселок   | 661                   | 32°21′24″ ю. ш. 71°04′08″ з. д. |
| 4 | Йерро-Вьехо      | Hierro Viejo            | поселок   | 584                   | 32°16′40″ ю. ш. 71°00′25″ з. д. |
| 5 | Ла-Ньипа         | La Ñipa                 | поселок   | 467                   | 32°17′01″ ю. ш. 70°58′24″ з. д. |
| 6 | Эль-Валье        | El Valle                | поселок   | 394                   | 32°12′49″ ю. ш. 70°49′05″ з. д. |
| 7 | Лас-Пальмас      | Las Palmas              | поселок   | 114                   | 32°11′51″ ю. ш. 71°07′53″ з. д. |